# نظریه تاریخ مارکس
نظریهٔ تاریخ مارکس به معنای درک تحولات جوامع بشری بر مبنای شرایط مادی در همهٔ دوره‌های تاریخی بشر است. معتقدان به این نظریه بر آنند که با استفاده از این نظریه نه تنها می‌توان علت همهٔ تحولات جامعهٔ بشری را در گذر تاریخ تجزیه و تحلیل کرد، بلکه با استفاده از این نظریه امکان پیش‌بینی آیندهٔ بشر هم امکان پذیر است.

## پیش زمینه‌ها
پیشرفت‌های چشم گیر در زمینهٔ دانش‌های کاربردی و صنعت که در سدهٔ هجدهم و نیمهٔ نخست سدهٔ نوزدهم در اروپا رخ داد منجر به تحولی اساسی در نگرش اندیشمندان غرب به علوم انسانی و اجتماعی گردید. در نتیجهٔ این تحولِ نگاهِ اندیشمندان غربی به مسائل اجتماعی رویکردی علم محور به وجود آورد تا کاربرد واژهٔ "علوم" در علوم انسانی به معنای علوم کاربردی همانند فیزیک و شیمی و... مرسوم شود.بنا بر این رویکرد، همانگونه که پژوهشگرانِ علوم کاربردی با بکارگیری روش‌های علمیِ پذیرفته شده به نتایجی تاثیر گذار دست پیدا می‌کنند تا از ندانسته‌های ما پرده برداشته و به آگاهی و دانش ما از مبهمات بیفزایند تا در این رهگذر به انسان هایی داناتر و وظیفه مند در قبالِ طبیعت و حیوان و هوا و حیاتِ خود و دیگران تبدیل شویم، اگر دانسته ها به فهمِ ما از اشیاء و وقایع پیرامونمان تبدیل می شوند و زندگی بهتری را برای بشر و طبیعت و جهانمان به ارمغان می آورد نیز به همان اندازه انتظار می رود آموزه ها در علوم انسانی  با بکارگیری روش‌های علمی به نتایجی درست و کارگشا مُنتج شود.
مبحث دیگری که منجر به دگرگونی نگرش اندیشمندانِ شرقی به علوم انسانی و اجتماعی گردید "نظریهٔ فرگشت داروین" بود. چارلز داروین دانشمند علوم طبیعی بود. وی در این نظریه نشان داد که زندگی در اصل یک فرایند طولانی از تکامل می‌باشد. تکاملی که در آن همهٔ موجودات زنده اَعَم از گیاهان و دیگر جانوران به سوی بهتر شدن و کاملتر شدن پیش می‌روند. این نظریه به سرعت به علوم انسانی به ویژه تاریخ و علوم اجتماعی گسترش پیدا کرد. بدین ترتیب همانگونه که گیاهان و جانوران در حال فرگشت و پیشرفت هستند جوامع بشری و انسانی نیز به سوی فرگشت و پیشرفت رهسپار هستند.
بر طبق این دو نگرش یعنی نگرش "علم محور" و "تکامل گرا"، وظیفهٔ یک اندیشمند علوم انسانی و اجتماعی این است که بتواند قوانینی که منجر به فرگشت جوامع انسانی می‌شود را کشف کرده و روند فرگشت آن را تسریع نماید. با کشف این قوانین همانگونه که در علوم طبیعی و کاربردی به ابزارهایی پیشرفته تر دست می یابیم امیدواریم در علوم انسانی نیز بتوانیم جوامعی پیشرفته تر اخلاقی تر و تکامل یافته تر بسازیم.
دو دسته از جامعه شناسانی که چنین نگاهی به علوم انسانی و جامعه‌شناسی داشته‌اند جامعه شناسان کارکردگرا و مارکسیسم بوده‌اند. در پاسخ به این پرسش که چه عاملِ بیرونی باعث تکامل جوامع انسانی می‌شود "جامعه شناسان کارکردگرا"نیازهای جامعه و محیطی ای که انسان در آن زندگی می‌کند را عامل این تکامل می‌دانند و جامعه شناسان مارکسیسم عاملِ تکاملِ جوامع انسانی را "اقتصاد" می‌دانند.
پیش از پرداختن به نظریه‌ی ماده گرایی تاریخی مارکس باید به این نکته توجه کرد که این اندیشه که جوامع انسانی روبه تکامل است سال‌ها پیش از نظریهٔ تکامل داروین در میان اندیشمندان مطرح بود. برای نمونه هگل "روح ملل" را عامل تکامل جوامع بشری می‌دانست. اما تأثیری که نظریهٔ داروین بر این طرز تفکر گذاشت این بود که این نگرش را از یک نگرش صرفاً فلسفی به نگرشی علمی مبدل ساخت.

## مراحل تاریخ
کارل مارکس در این نظریه تاریخ بشر را به چهار دوره ی:۱. کمون اولیه ۲. برده داری ۳.فئودالیسم و ۴.سرمایه داری تقسیم می‌کند. البته مرحلهٔ پنجم هم وجود دارد که مرحلهٔ سوسیالیسم می‌باشد که مربوط به آینده (نسبت به زمان مارکس) است. در هر یک از این دوره‌های تاریخی بین دو گروه یا دو "طبقه" از انسان‌ها "تضاد"وجود دارد و این تضاد به همراه دگرگونی در ابزار تولید(means of production) به تبع آن دگرگونی مناسبات تولیدی(mode of production) به عنوان عوامل زیربنایی همان عواملی هستند که باعث تکامل جامعهٔ بشری و انتقال از از دوره‌ای به دورهٔ دیگر می‌شوند. در دوران برده داری، فئودالیسم و سرمایه‌داری تضاد به ترتیب میان برده‌ها و برده داران،فئودال‌ها و سرف‌ها (ارباب و رعیت) و بورژواها و پرولترها است. هر چند در این نظریه هر مرحله نسبت به مرحلهٔ پیشین پیشرفته تر است اما به هر حال در هر یک از این مراحل بروز تضاد میان دو طبقه اجتناب ناپذیر می‌باشد واین تضاد به نوبهٔ خود به شکل جبری منجر به انقلاب در پایان مرحلهٔ سرمایه‌داری و گذار به سوسیالیسم خواهد شد.
شکل (فرماسیون) نخست که کمون اولیه نام دارد مربوط به دوره‌ای است که در آن انسان‌ها به صورت دسته جمعی زندگی می‌کردند. تولید محدود به شکار و جمع‌آوری گیاهان می‌شد و عملاً مالکیتی در آن مطرح نبود.
دورهٔ دوم مربوط به نظام برده داری است که در آن ماهیت ابزار تولید که زور بازوی انسان برای شکار است منجر به این می‌شود که دسته‌ای از انسان‌ها دسته‌ای دیگر را به عنوان برده به کار بگیرند.
در مرحلهٔ سوم با تحول در ابزار تولید و اختراع ابزاری مانند گاوآهن و خیش و... و به تبع آن استفادهٔ بیشتر از زمین و وابستگی هرچه بیشتر تولید به زمین که از آن به عنوان انقلاب کشاورزی یاد می‌شود مناسبات تولیدی نیز دگرگون شده و تاریخ وارد مرحلهٔ سوم خود می‌شود که از آن به عنوان دورهٔ فئودالی یاد می‌شود.
مرحلهٔ چهارم از تحول ابزار تولید و به تبع آن تکامل جامعهٔ بشری با ایجاد کارخانجات صنعتی در اطراف شهرها و مهاجرت ساکنین روستاها به شهرها آغاز می‌شود و نقطهٔ اوج آن انقلاب صنعتی و انقلاب علمی است. در این فرماسیون نیز دو طبقه وجود دارد:بورژواها و پرولترها.
سرانجام نظام سرمایه‌داری نیز به زعم مارکس به صورت قهری و با انقلاب پرولتری سرنگون شده و طبقهٔ پرولتاریا در حکومتی زیر عنوان دیکتاتوری پرولتاریا قدرت را در دست گرفته و اختلاف طبقاتی و کلیهٔ مظاهر استثمار فرد از فرد را از میان بر خواهد داشت و با ایجاد نظام سوسیالیستی بشریت را از تضادهای نظام سرمایه‌داری رها می‌سازد. در این نظام از هر کسی به اندازهٔ توانش انتظار کار می‌رود و به هر کسی به اندازهٔ نیازش داده خواهد شد.